# Erweiterungsprinzip in der Theorie der Fuzzymengen
Das Erweiterungsprinzip (engl. extension principle) in der Theorie der Fuzzymengen geht auf Lotfi Zadeh 1965 zurück.
Es ist der Versuch, klassische mathematische Konzepte zu „erweitern“, um dort mit Fuzzymengen arbeiten zu können. Im Kern ist das Erweiterungsprinzip nichts anderes als ein Fortpflanzungsprinzip von Unschärfe. Es beantwortet die Frage, welchen unscharfen Wert {\displaystyle B} eine klassische Funktion {\displaystyle f} hat, wenn das unscharfe Argument {\displaystyle A} vorliegt, d. h. was versteht man unter {\displaystyle f(A)=B}?

## Definitionen

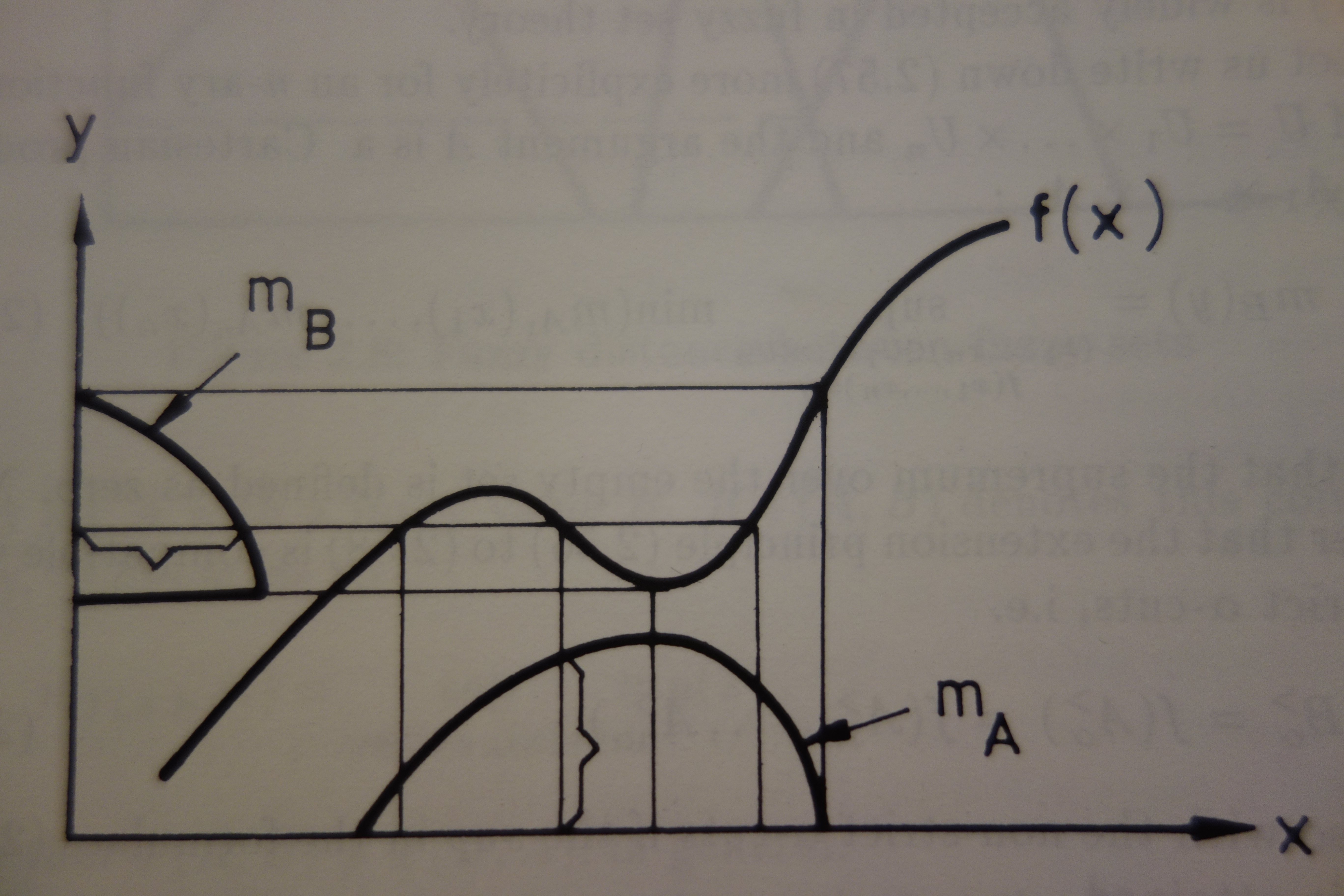
Erweiterungsprinzip für eine nicht eineindeutige Funktion: drei x-Werte führen auf dasselbe y

Sei zunächst {\displaystyle f\colon \mathbb {R} \to \mathbb {R} } eine einstellige reellwertige Funktion und {\displaystyle A} eine Fuzzymenge auf {\displaystyle \mathbb {R} } mit der Zugehörigkeitsfunktion {\displaystyle m_{A}}. Wenn {\displaystyle f} eineindeutig ist, dann ergibt sich die Zugehörigkeitsfunktion {\displaystyle m_{B}} für {\displaystyle B=f(A)} einfach durch
{\displaystyle m_{B}(y)=m_{A}(f^{-1}(y))=m_{A}(x),\quad y=f(x)},
d. h. durch {\displaystyle y=f(x)} wird der Zugehörigkeitswert {\displaystyle m_{A}(x)} direkt in {\displaystyle m_{B}(y)} übertragen. Der interessantere Fall ist, wenn {\displaystyle f} nicht eineindeutig ist, d. h. wenn mehrere {\displaystyle x} auf das gleiche {\displaystyle y} führen können. Dann ist nach Zadeh
{\displaystyle m_{B}(y)=\sup _{x\in \mathbb {R} :f(x)=y}m_{A}(x)}
zu bilden, d. h. {\displaystyle m_{B}(y)} ist gleich dem größtmöglichen Zugehörigkeitswert {\displaystyle m_{A}(x)} mit {\displaystyle y=f(x)}. Ganz allgemein sei nun {\displaystyle f\colon \mathbb {R} ^{d}\to \mathbb {R} } eine mehrstellige reellwertige Funktion, d. h. {\displaystyle f(x_{1},...,x_{d})=y} und {\displaystyle A_{1},...,A_{d}} seien die unscharfen Argumente. Dann ist der unscharfe Funktionswert {\displaystyle B} definiert durch
{\displaystyle m_{B}(y)=\sup _{(x_{1},...,x_{d})\in \mathbb {R} ^{d}:f(x_{1},...,x_{d})=y}\min[m_{A_{1}}(x_{1}),...,m_{A_{d}}(x_{d})]},
siehe z. B. Für {\displaystyle \min } in der letzten Formel kann auch eine andere T-Norm benutzt werden.

## Anwendungen
- Arithmetik mit Fuzzy-Zahlen: Das Erweiterungsprinzip, angewendet auf die Funktionen {\displaystyle f_{1}(x_{1},x_{2})=x_{1}+x_{2},\quad f_{2}(x_{1},x_{2})=x_{1}-x_{2},\quad f_{3}(x_{1},x_{2})=x_{1}x_{2},\quad f_{4}(x_{1},x_{2})={\frac {x_{1}}{x_{2}}}} definiert Addition, Subtraktion, Multiplikation und Division von Fuzzy-Zahlen, siehe z. B.[2]
- Kompatibilität von Fuzzymengen: Die Kompatibilität {\displaystyle C_{B}(A)} einer Fuzzymenge {\displaystyle B} mit der Fuzzymenge {\displaystyle A} gibt den Grad an, mit dem das unscharfe Element {\displaystyle A} zu {\displaystyle B} gehört. Zu welchem Grad gehört beispielsweise eine etwa 30-jährige Frau zur Fuzzymenge der jungen Frauen? {\displaystyle C_{B}(A)} ergibt sich, indem man das Erweiterungsprinzip auf die Funktion {\displaystyle f(x)=m_{B}(x)} anwendet.[2]
- Statistik mit unscharfen Daten: Sei {\displaystyle f(x_{1},...,x_{n})} eine Stichprobenfunktion, z. B. eine Schätzfunktion oder eine Teststatistik. Das Erweiterungsprinzip, angewendet auf diese Stichprobenfunktion, führt zu einer Stichprobenfunktion für unscharfe Daten {\displaystyle A_{1},...,A_{n}}, siehe z. B.[3]